# Melodinus perakensis
Melodinus perakensis är en oleanderväxtart som beskrevs av George King och Gamble. Melodinus perakensis ingår i släktet Melodinus och familjen oleanderväxter. Inga underarter finns listade i Catalogue of Life.